# Meccanica newtoniana
In fisica la meccanica newtoniana è la branca della meccanica che studia il moto e l'equilibrio dei sistemi meccanici con un numero finito di gradi di libertà.
Rientra, insieme alla meccanica razionale, nella meccanica classica e fu formalizzata nel Philosophiae Naturalis Principia Mathematica, noto anche come Principia, pubblicato da Isaac Newton nel 1687; in questo testo si trovano le prime formulazioni dei tre principi della dinamica, che, assieme al principio di relatività galileiana, costituiscono il fondamento della teoria. 
Lo sviluppo della meccanica newtoniana ha dato un apporto cruciale anche alla matematica, poiché ha richiesto la creazione dei concetti alla base dei fondamenti dell'analisi matematica; inoltre, la disciplina ha sempre riservato una grande attenzione al confronto dei suoi modelli con i dati sperimentali.

## Classificazione

Cinematica

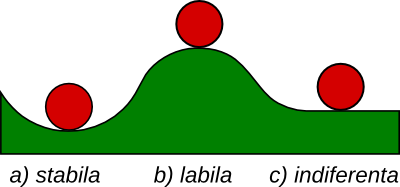
Statica

All'interno della meccanica newtoniana è possibile distinguere tre discipline: la cinematica, la dinamica e la statica. Esse si occupano, rispettivamente, della descrizione del moto dei corpi, attraverso le nozioni di spazio e di tempo, dello studio delle cause del loro moto o del loro equilibrio, attraverso i concetti di forza e di momento.
In particolare, la cinematica studia in maniera descrittiva, ovvero in astratto o a priori, tutti i moti concepibili nei sistemi meccanici, partendo da quelli composti da un numero finito di punti materiali sino a corpi più complessi quali fluidi e corpi rigidi. Lo scopo della cinematica è dunque determinare l'equazione del moto, cioè la funzione {\displaystyle \mathbf {r} (t)} che descrive la posizione in funzione del tempo, nella quale compaiono grandezze come la velocità e l'accelerazione.
La dinamica e la statica, nella loro descrizione dei moti e delle configurazioni dell'equilibrio meccanico, si avvalgono principalmente delle equazioni cardinali dei sistemi meccanici e delle leggi di conservazione di grandezze come la quantità di moto, il momento angolare e l'energia meccanica, con le sue componenti cinetica e potenziale.